# Chuari Khas
Chuari Khas là một thị xã và là một nagar panchayat của quận Chamba thuộc bang Himachal Pradesh, Ấn Độ.

## Nhân khẩu
Theo điều tra dân số năm 2001 của Ấn Độ, Chuari Khas có dân số 3016 người. Phái nam chiếm 52% tổng số dân và phái nữ chiếm 48%. Chuari Khas có tỷ lệ 76% biết đọc biết viết, cao hơn tỷ lệ trung bình toàn quốc là 59,5%: tỷ lệ cho phái nam là 81%, và tỷ lệ cho phái nữ là 70%. Tại Chuari Khas, 12% dân số nhỏ hơn 6 tuổi.